# Sinagoga din Iosefin, Timișoara
Sinagoga din Iosefin (Templul ortodox) este un lăcaș de cult evreiesc din municipiul Timișoara, situat pe str. Iuliu Maniu nr. 55. A fost construită în stil eclectic istoricist cu elemente maure, în cartierul Iosefin, de unde îi vine și numele. Arhitect: Karl Hart.

## Istoric
Sinagoga din Iosefin a fost inaugurată în 1895 de primarul Carol Telbisz. Având dimensiuni mai modeste, ea a deservit în trecut pe credincioșii ritului evreiesc ortodox. Rabinii care au oficiat aici au fost rabinii Bernát (Bernhard) Schück tatăl și fiul. În curtea sinagogii funcționau o școală primară și o grădiniță.
Actualmente este singura sinagogă funcțională din Timișoara .

## Arhitectură
Sinagoga din Iosefin are un parter masiv, dar scund și un etaj mai înalt, cu ferestre de forme și mărimi diferite.